# Сулина
Суліна (рум. Sulina) — місто у повіті Тулча в Румунії, розташовується на Сулинському гирлі в дельті Дунаю.
Місто розташоване на відстані 291 км на схід від Бухареста, 66 км на схід від Тулчі, 135 км на північний схід від Констанци, 130 км на схід від Галаца.

## Топоніміка
У візантійську епоху місто називалося Солин і Солинас [гр. Σωλην — рукав, труба].
У давнину називалося Калон Стома або Калостомон [гр. Καλον Στομα, Καλοστομον — добре гирло].

## Історія
З 1856 по 1939 Сулина була штаб-квартирою Дунайського комітету, а також великим портом і важливою судноверф'ю.
У 1880 р. тут проживало 1 800 осіб, з них 1 100 греків, вихідців з Іонічних островів, зайнятих в основному в судноплавстві та суміжних галузях.
Відтоді господарське значення міста неухильно скорочувалося, одночасно змінювався і національний склад населення. У 2004 році безробіття в місті становило 40 % (в 4 рази більше середнього по Румунії рівня в 10 %).

## Населення
Динаміка населення міста:
- 1900: 5.612
- 1970: 4.500
- 2000: 5.140

За даними перепису населення 2002 року у місті проживала 4601 особа.
Національний склад населення міста:
| Національність   | Кількість осіб | Відсоток |
| ---------------- | -------------- | -------- |
| румуни           | 3955           | 86,0 %   |
| росіяни-липовани | 504            | 11,0 %   |
| греки            | 62             | 1,3 %    |
| українці         | 59             | 1,3 %    |
| турки            | 7              | 0,2 %    |
| італійці         | 6              | 0,1 %    |
| угорці           | 2              | < 0,1 %  |
| вірмени          | 2              | < 0,1 %  |
| цигани           | 1              | < 0,1 %  |
| болгари          | 1              | < 0,1 %  |
| поляки           | 1              | < 0,1 %  |

Рідною мовою назвали:
| Мова       | Кількість осіб | Відсоток |
| ---------- | -------------- | -------- |
| румунська  | 4279           | 93,0 %   |
| російська  | 263            | 5,7 %    |
| українська | 33             | 0,7 %    |
| грецька    | 22             | 0,5 %    |
| турецька   | 2              | < 0,1 %  |
| циганська  | 1              | < 0,1 %  |
| італійська | 1              | < 0,1 %  |

Склад населення міста за віросповіданням:
| Релігія            | Кількість осіб | Відсоток |
| ------------------ | -------------- | -------- |
| православні        | 4340           | 94,3 %   |
| старообрядці       | 235            | 5,1 %    |
| римо-католики      | 14             | 0,3 %    |
| мусульмани         | 7              | 0,2 %    |
| адвентисти         | 1              | < 0,1 %  |
| унітарії           | 1              | < 0,1 %  |
| лютерани           | 1              | < 0,1 %  |
| не вказали релігію | 1              | < 0,1 %  |

## Відомі уродженці
- Іліас Вутьєрідіс [грец. Ηλιας Βουτιεριδης,1874-1941] — відомий грецький поет і історик, учасник Критського повстання 1897.
- Ромулус Бербулеску (1925—2010) — румунський письменник-фантаст та актор.